# Conjunto dirigido
En matemáticas, un conjunto dirigido (o un preorden dirigido, o también conjunto filtrado) es un conjunto no vacío {\displaystyle A} junto con una relación binaria reflexiva y transitiva {\displaystyle \,\leq \,} (es decir, un conjunto preordenado), con la propiedad adicional de que cada par de elementos tiene una cota superior. En otras palabras, para cualquier {\displaystyle a} y {\displaystyle b} pertenecientes a {\displaystyle A} debe existir un {\displaystyle c} en {\displaystyle A} con {\displaystyle a\leq c} y {\displaystyle b\leq c.} El preorden de un conjunto dirigido se denomina dirección.
La noción definida anteriormente a veces se denomina conjunto dirigido hacia arriba. Un conjunto dirigido hacia abajo se define de manera análoga, y se caracteriza porque cada par de elementos está acotado por abajo.
Algunos autores (y en este artículo) suponen que un conjunto dirigido está dirigido hacia arriba, a menos que se indique lo contrario. Otros autores llaman a un conjunto dirigido si y solo si está dirigido tanto hacia arriba como hacia abajo.
Los conjuntos dirigidos son una generalización de los conjuntos totalmente ordenados no vacíos. Es decir, todos los conjuntos totalmente ordenados son conjuntos dirigidos (a diferencia de los conjuntos parcialmente ordenados, que no necesita ser dirigido). Los semirretículos (que son conjuntos parcialmente ordenados) también son conjuntos dirigidos, pero no a la inversa. Asimismo, los retículos son conjuntos dirigidos tanto hacia arriba como hacia abajo.
En topología, los conjuntos dirigidos se utilizan para definir redes, que generalizan las sucesiones y unen las diversas nociones de límite utilizadas en análisis. Los conjuntos dirigidos también dan lugar a límites directos en álgebra abstracta, y más generalmente, en teoría de categorías.

## Definición equivalente
Además de la definición anterior, existe una definición equivalente. Un conjunto dirigido es un conjunto {\displaystyle A} con un preorden tal que cada subconjunto finito de {\displaystyle A} tiene un límite superior. En esta definición, la existencia de un límite superior del subconjunto vacío implica que {\displaystyle A} no está vacío.

## Ejemplos
El conjunto de los números naturales {\displaystyle \mathbb {N} } con el orden ordinario {\displaystyle \,\leq \,} es uno de los ejemplos más importantes de conjunto dirigido. Cada conjunto totalmente ordenado es un conjunto dirigido, incluidos {\displaystyle (\mathbb {N} ,\leq ),} {\displaystyle (\mathbb {N} ,\geq ),} {\displaystyle (\mathbb {R} ,\leq ),} y {\displaystyle (\mathbb {R} ,\geq ).}
Un ejemplo (trivial) de un conjunto parcialmente ordenado que no está dirigido es el conjunto {\displaystyle \{a,b\},} en el que las únicas relaciones de orden son {\displaystyle a\leq a} y {\displaystyle b\leq b.} Un ejemplo menos trivial es el de los "números reales dirigidos hacia {\displaystyle x_{0}}", pero en el que la regla de ordenamiento solo se aplica a pares de elementos en el mismo lado de {\displaystyle x_{0}} (es decir, si se toma un elemento {\displaystyle a} a la izquierda de {\displaystyle x_{0},} y {\displaystyle b} a su derecha, entonces {\displaystyle a} y {\displaystyle b} no son comparables, y el subconjunto {\displaystyle \{a,b\}} no tiene límite superior).

### Producto de conjuntos dirigidos
Sean {\displaystyle \mathbb {D} _{1}} y {\displaystyle \mathbb {D} _{2}} conjuntos dirigidos. Entonces, el conjunto producto cartesiano {\displaystyle \mathbb {D} _{1}\times \mathbb {D} _{2}} se puede convertir en un conjunto dirigido definiendo {\displaystyle \left(n_{1},n_{2}\right)\leq \left(m_{1},m_{2}\right)} si y solo si {\displaystyle n_{1}\leq m_{1}} y {\displaystyle n_{2}\leq m_{2}.} En analogía con el orden de producto, esta es la dirección del producto en el producto cartesiano. Por ejemplo, el conjunto {\displaystyle \mathbb {N} \times \mathbb {N} } de pares de números naturales se puede convertir en un conjunto dirigido definiendo {\displaystyle \left(n_{0},n_{1}\right)\leq \left(m_{0},m_{1}\right)} si y solo si {\displaystyle n_{0}\leq m_{0}} y {\displaystyle n_{1}\leq m_{1}.}

### Dirigido hacia un punto
Si {\displaystyle x_{0}} es un número real, entonces el conjunto {\displaystyle I:=\mathbb {R} \backslash \lbrace x_{0}\rbrace } se puede convertir en un conjunto dirigido definiendo {\displaystyle a\leq _{I}b} si {\displaystyle \left|a-x_{0}\right|\geq \left|b-x_{0}\right|} (por lo que los elementos "mayores" están más cerca de {\displaystyle x_{0}}). Entonces, se dice que los números reales han sido dirigidos hacia {\displaystyle x_{0}.} Este es un ejemplo de un conjunto dirigido que no es parcialmente ordenado ni totalmente ordenado. Esto es debido a que la antisimetría se descompone para cada par {\displaystyle a} y {\displaystyle b} equidistantes de {\displaystyle x_{0},} donde {\displaystyle a} y {\displaystyle b} están en lados opuestos de {\displaystyle x_{0}.} Explícitamente, esto sucede cuando {\displaystyle \{a,b\}=\left\{x_{0}-r,x_{0}+r\right\}} para algún {\displaystyle r\neq 0} real, en cuyo caso {\displaystyle a\leq _{I}b} y {\displaystyle b\leq _{I}a} incluso si {\displaystyle a\neq b}. Si el preorden hubiera sido definido en {\displaystyle \mathbb {R} } en lugar de en {\displaystyle \mathbb {R} \backslash \lbrace x_{0}\rbrace }, entonces todavía formaría un conjunto dirigido, pero en este caso tendría un (único) elemento más grande, específicamente {\displaystyle x_{0}}. Sin embargo, aún no sería parcialmente ordenado. Este ejemplo se puede generalizar a un espacio métrico {\displaystyle (X,d)} definiendo en {\displaystyle X} o {\displaystyle X\setminus \left\{x_{0}\right\}} el perorden {\displaystyle a\leq b} si y solo si {\displaystyle d\left(a,x_{0}\right)\geq d\left(b,x_{0}\right).}

### Elementos máximos y mayores
Un elemento {\displaystyle m} de un conjunto {\displaystyle (I,\leq )} preordenado es un elemento máximo si por cada {\displaystyle j\in I,} {\displaystyle m\leq j} implica que {\displaystyle j\leq m.}
Es un elemento más grande si por cada {\displaystyle j\in I,} {\displaystyle j\leq m.}
Cualquier conjunto preordenado con un elemento mayor es un conjunto dirigido con el mismo preorden.
Por ejemplo, en un conjunto parcialmente ordenado {\displaystyle P,} cada cierre inferior de un elemento, es decir, cada subconjunto de la forma {\displaystyle \{a\in P:a\leq x\}} donde {\displaystyle x} es un elemento fijo de {\displaystyle P,} es dirigido.
Cada elemento máximo de un conjunto preordenado dirigido es un elemento máximo. De hecho, un conjunto preordenado dirigido se caracteriza por la igualdad de los conjuntos (que pueden ser vacíos) de elementos máximos y mayores.

### Inclusión de subconjuntos
La relación de inclusión de subconjuntos {\displaystyle \,\subseteq ,\,} junto con su dual {\displaystyle \,\supseteq ,\,} definen un preorden en cualquier familia de conjuntos determinada.
Una familia de conjuntos no vacía es un conjunto dirigido con respecto al orden parcial {\displaystyle \,\supseteq \,} (respectivamente, {\displaystyle \,\subseteq \,}) si y solo si la intersección (respectivamente, unión) de dos de sus miembros contiene como un subconjunto (respectivamente, está contenido como un subconjunto de) algún tercer miembro.
En símbolos, una familia de conjuntos {\displaystyle I} está dirigida con respecto a {\displaystyle \,\supseteq \,} (respectivamente, {\displaystyle \,\subseteq \,}) si y solo si
Para todo {\displaystyle A,B\in I,} existe algún {\displaystyle C\in I} tal que {\displaystyle A\supseteq C} y {\displaystyle B\supseteq C} (respectivamente, {\displaystyle A\subseteq C} y {\displaystyle B\subseteq C})
o equivalentemente,
Para todo {\displaystyle A,B\in I,} existe algún {\displaystyle C\in I} tal que {\displaystyle A\cap B\supseteq C} (respectivamente, {\displaystyle A\cup B\subseteq C}).
Se pueden definir muchos ejemplos importantes de conjuntos dirigidos utilizando estos órdenes parciales.
Por ejemplo, por definición, un filtro prefiltro o base es una familia de conjuntos no vacía que es un conjunto dirigido con respecto al conjunto parcialmente ordenado {\displaystyle \,\supseteq \,} y que además no contiene el conjunto vacío (esta condición evita la trivialidad, porque de lo contrario, el conjunto vacío entonces sería un elemento más grande con respecto a {\displaystyle \,\supseteq \,}).
Cada sistema Π, que es un familia de conjuntos no vacía que está cerrada bajo la intersección de cada dos de sus miembros, es un conjunto dirigido con respecto a {\displaystyle \,\supseteq \,.} Cada sistema λ es un conjunto dirigido con respecto a {\displaystyle \,\subseteq \,.} Cada filtro, topología y σ-álgebra es un conjunto dirigido con respecto a {\displaystyle \,\supseteq \,} y {\displaystyle \,\subseteq \,.}

#### Colas de redes
Por definición, una red es una función de un conjunto dirigido y una sucesión es una función de los números naturales {\displaystyle \mathbb {N} .} Cada sucesión se convierte canónicamente en una red al dotar a {\displaystyle \mathbb {N} } de {\displaystyle \,\leq .\,}
Si {\displaystyle x_{\bullet }=\left(x_{i}\right)_{i\in I}} es cualquier red de un conjunto dirigido {\displaystyle (I,\leq )}, entonces para cualquier índice {\displaystyle i\in I,} el conjunto {\displaystyle x_{\geq i}:=\left\{x_{j}:j\geq i{\text{with }}j\in I\right\}} se llama cola de {\displaystyle (I,\leq )} comenzando en {\displaystyle i.} La familia {\displaystyle \operatorname {Tails} \left(x_{\bullet }\right):=\left\{x_{\geq i}:i\in I\right\}} de todas las colas es un conjunto dirigido con respecto a {\displaystyle \,\supseteq ;\,}, de hecho, es incluso un prefiltro.

#### Entornos
Si {\displaystyle T} es un espacio topológico y {\displaystyle x_{0}} es un punto en {\displaystyle T,}, el conjunto de todos los entornos de {\displaystyle x_{0}} se puede convertir en un conjunto dirigido escribiendo {\displaystyle U\leq V} si y solo si {\displaystyle U} contiene a {\displaystyle V.} Para cada {\displaystyle U,} {\displaystyle V,} y {\displaystyle W} :
- {\displaystyle U\leq U}, ya que {\displaystyle U} se contiene a sí mismo.
- Si {\displaystyle U\leq V} y {\displaystyle V\leq W,} entonces {\displaystyle U\supseteq V} y {\displaystyle V\supseteq W,} lo que implica que {\displaystyle U\supseteq W.} Por lo tanto {\displaystyle U\leq W.}
- Porque {\displaystyle x_{0}\in U\cap V,} y ya que tanto {\displaystyle U\supseteq U\cap V} como {\displaystyle V\supseteq U\cap V,} se tiene que {\displaystyle U\leq U\cap V} y {\displaystyle V\leq U\cap V.}

#### Subconjuntos finitos
El conjunto {\displaystyle \operatorname {Finito} (I)} de todos los subconjuntos finitos de un conjunto {\displaystyle I} está dirigido con respecto a {\displaystyle \,\subseteq \,} ya que dados dos {\displaystyle A,B\in \operatorname {Finito} (I),} cualesquiera, su unión {\displaystyle A\cup B\in \operatorname {Finito} (I)} es un límite superior de {\displaystyle A} y {\displaystyle B} en {\displaystyle \operatorname {Finito} (I).} Este conjunto dirigido en particular se utiliza para definir la suma {\displaystyle {\textstyle \sum \limits _{i\in I}}r_{i}} de una serie generalizada de una colección de números {\displaystyle I} indexada por {\displaystyle \left(r_{i}\right)_{i\in I}} (o más generalmente, la suma de elementos en un grupo topológico abeliano, como vectores en un espacio vectorial topológico) como límite de la red de series {\displaystyle F\in \operatorname {Finito} (I)\mapsto {\textstyle \sum \limits _{i\in F}}r_{i};}, es decir:
{\displaystyle \sum _{i\in I}r_{i}~:=~\lim _{F\in \operatorname {Finito} (I)}\ \sum _{i\in F}r_{i}~=~\lim \left\{\sum _{i\in F}r_{i}\,:F\subseteq I,F{\text{ finito }}\right\}.}

### Lógica
Sea {\displaystyle S} una teoría formal, que es un conjunto de sentencias con ciertas propiedades (cuyos detalles se pueden encontrar en el artículo teoría (lógica)). Por ejemplo, {\displaystyle S} podría ser una teoría de primer orden (como los axiomas de Zermelo-Fraenkel) o una teoría de orden cero más simple. El conjunto preordenado {\displaystyle (S,\Leftarrow )} es un conjunto dirigido, porque si {\displaystyle A,B\in S} y si {\displaystyle C:=A\wedge B} denota la oración formada por la conjunción lógica {\displaystyle \,\wedge ,\,} entonces {\displaystyle A\Leftarrow C} y {\displaystyle B\Leftarrow C}, donde {\displaystyle C\in S.}
Si {\displaystyle S/\sim } es el álgebra de Lindenbaum-Tarski asociada con {\displaystyle S}, entonces {\displaystyle \left(S/\sim ,\Leftarrow \right)} es un conjunto parcialmente ordenado que también es un conjunto dirigido.

## Contraste con las semiredes

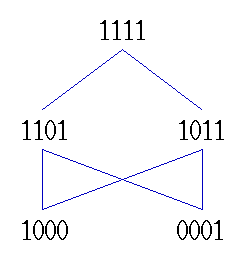
Ejemplo de un conjunto dirigido que no es un semirretículo de unión

El conjunto dirigido es un concepto más general que el de semirretículo (unido): cada semirretículo unido es un conjunto dirigido, ya que la unión o el límite superior mínimo de dos elementos es el elemento {\displaystyle c} buscado. Sin embargo, lo contrario no se cumple, como lo demuestra el conjunto dirigido {1000,0001, 1101,1011,1111} ordenado bit a bit (por ejemplo, {\displaystyle 1000\leq 1011} se mantiene, pero {\displaystyle 0001\leq 1000} no, ya que en el último bit 1 > 0), donde {1000,0001} tiene tres límites superiores pero ningún límite superior mínimo, como se puede ver en la imagen (téngase en cuenta también que sin 1111, el conjunto no está dirigido).

## Subconjuntos dirigidos
No es necesario que la relación de orden en un conjunto dirigido sea antisimétrica y, por lo tanto, los conjuntos dirigidos no siempre son parcialmente ordenados. Sin embargo, el término conjunto dirigido también se utiliza con frecuencia en el contexto de los conjuntos parcialmente ordenados. En esta configuración, un subconjunto {\displaystyle A} de un conjunto parcialmente ordenado {\displaystyle (P,\leq )} se denomina subconjunto dirigido si es un conjunto dirigido según el mismo orden parcial: en otras palabras, no es el conjunto vacío, y cada par de elementos tiene un límite superior. Aquí, la relación de orden de los elementos de {\displaystyle A} se hereda de {\displaystyle P}, y por esta razón, no es necesario exigir explícitamente la reflexividad y la transitividad.
No es necesario que un subconjunto dirigido de un conjunto parcialmente ordenado sea cerrado hacia abajo. Un subconjunto de un conjunto parcialmente ordenado está dirigido si y solo si su cierre descendente es un ideal. Si bien la definición de conjunto dirigido es para un conjunto "dirigido hacia arriba" (cada par de elementos tiene un límite superior), también es posible definir un conjunto dirigido hacia abajo en el que cada par de elementos tiene un límite inferior común. Un subconjunto de un conjunto parcialmente ordenado está dirigido hacia abajo si y solo si su cierre superior es un filtro.
Los subconjuntos dirigidos se utilizan en teoría de dominios, que estudian el orden parcial dirigido completo. Estos son conjuntos parcialmente ordenados en los que cada conjunto dirigido hacia arriba debe tener una cota superior mínima. En este contexto, los subconjuntos dirigidos nuevamente proporcionan una generalización de las sucesiones convergentes.